# کاوینگتن (اکلاهما)
کاوینگتن(به انگلیسی: Covington) شهری در ایالت اکلاهما کشور ایالات متحده آمریکا است که جمعیت آن در سرشماری سال ۲۰۱۰ میلادی، ۵۲۷ نفر بوده‌است.